# François II de Montmorency-Hallot
Pour les articles homonymes, voir Maison de Montmorency et Bouteville (homonymie).
François II de Montmorency-Bouteville (né semble-t-il vers 1556-mort à Vernon le 22 septembre 1592), seigneur de/du Hallot, de Bouteville, baron de Chantemerle, chevalier de l'ordre du roi, gouverneur de Rouen et de Gisors, lieutenant-général en Normandie.
Il sert utilement les rois Henri III et Henri IV contre la Ligue et se distingue particulièrement aux batailles d'Arques et d'Ivry. Grièvement blessé la cuisse d'un coup d'arquebuse au siège de Rouen le 7 février 1592, il se retire à Vernon pour s'y faire soigner. Mais Christophe II de Tourzel sire de Saint-Just et Blainville, 3e marquis d'Allègre, le fait sauvagement assassiner (D'Alègre, 1565-1640, était du même camp, mais atrocement jaloux de la faveur justifiée qu'Henri IV accordait à Montmorency, digne de confiance, solide, réputé pour sa modération, proche des Politiques, alors que d'Alègre était connu pour ses excès, ses cruautés, ses emportements furieux, les exactions et brigandages que, sous prétexte d'exterminer la Ligue, il exerçait sans cesse en Haute-Normandie à partir de son château de Blainville, où d'ailleurs il reçut le roi le 13 février 1592 ; Henri lui avait accordé la charge de bailli-gouverneur de Gisors mais avait dû la lui retirer, alors que Montmorency cumulait la lieutenance des bailliages de Rouen, Evreux, Gisors ; pour échapper à la justice, d'Alègre se rapprocha alors des Ligueurs, rejoignant le duc de Mayenne, puis s'exila en Italie ; revenu en France, retiré à Allègre, assagi, il se rachètera une conduite en menant une action bienfaisante dans sa cité vellave,). 

## Généalogie
Fils de François Ier de Montmorency-Hallot (sire de Crèvecœur en 1554 par achat contre 10 000 livres tournois) et de Jeanne de Montdragon (fille de Troïlus de Mondragon, sire du Hallot, (vicomte d'Auteville ?), et de Françoise de La Palue, épousée vers 1520, héritière de Trésiguidy, Châteauneuf-du-Faou, La Palue/Beuzit ; les Montmorency-Halllot cèdent Trésiguidy et Châteauneuf au baron du Pont, seigneur de Rostrenen, vicomte du Faou,), François II de Montmorency épouse en 1585, Marie de Noyant, dite d'Ossonvilliers. Deux filles sont nées de ce mariage :
- Françoise, mariée à Sébastien de Rosmadec, baron de Molac, Tivarlen/Tyvarlan et Pontcroix, chevalier de l'ordre du roi, gentilhomme de la Chambre.
- Jordaine Madeleine, mariée en 1591 à Gaspard de Pelet, vicomte de Caban(n)es (à Parlatgès), seigneur de la Vérune, des Deux-Vierges et de Montpeyroux (probablement à St-Saturnin et Montpeyroux), bailli-gouverneur du château de Caen, lieutenant-général en Normandie.

Sans héritier mâle, c'est son frère Louis de Montmorency-Bouteville qui assure la pérennité de cette branche des Montmorency.

## Sources
- L'art de vérifier les dates - de David Bailie Warden, Saint-Allais (Nicolas Viton), Maur François Dantine, Charles Clémencet, Ursin Durand, François Clément - 1818